# Hyde Park (New York)
Hyde Park è una città degli Stati Uniti d'America, situata nella contea di Dutchess, nello stato di New York.
Secondo il censimento avvenuto nel 2000 ha una popolazione di 20.851 abitanti.

## Storia
È nota per essere stata la città natale del presidente Franklin Delano Roosevelt. La sua casa è oggi adibita a museo-biblioteca ed è accessibile al pubblico; poco distante si trova anche la Franklin D. Roosevelt Presidential Library and Museum.
Poco distante dal centro abitato è invece la tenuta di Eleanor Roosevelt, moglie del presidente, dove sono sepolti entrambi.